# 北海道道443号鬼志别停车场线
北海道道443号鬼志别停车场线（日语：北海道道443号鬼志別停車場線）是一条位于北海道猿拂村内的普通道级道路（北海道道）。起点在过去JR天北線鬼志别站前。

## 指定区間
- 起点：北海道宗谷郡猿拂村鬼志別南町（＝宗谷巴士鬼志別终点站・北海道道1089号猿拂鬼志别线交点）
- 終点：北海道宗谷郡猿拂村鬼志別南町（＝北海道道138号丰富猿拂线交点）
- 总長：0.2千米

## 经过的自治体
- 宗谷综合振兴局
  - 宗谷郡猿拂村

## 主要连接道路
- 猿拂村
  - 北海道道1089号猿拂鬼志别线
  - 北海道道138号丰富猿拂线

## 历史
- 1962年8月1日 路線勘定。